# سارا بلاسکو
سارا بلاسکو (انگلیسی: Sarah Blasko؛ زادهٔ ۲۳ سپتامبر ۱۹۷۶) یک خواننده، ترانه‌سرا، موسیقی‌دان و تهیه‌کننده موسیقی اهل استرالیا است. وی از سال ۱۹۹۱ میلادی تاکنون مشغول فعالیت بوده‌است.

## جوایز و افتخارات
- ۲۰۱۳ - قرارگیری آلبوم «آنگاه که پس از شب، روز فرا می‌رسد» در ردهٔ ۱۹ام از «۱۰۰ آلبوم برتر استرالیا»
- ۲۰۱۰ - نامزد جایزهٔ موسیقی ای‌آرآی‌ای در شاخهٔ «بهترین هنرمند زن» بابت چهارمین آلبوم
- ۲۰۰۹ - برندهٔ جایزهٔ موسیقی ای‌آرآی‌ای در شاخهٔ «بهترین هنرمند زن» بابت سومین آلبوم
- ۲۰۰۷ - برندهٔ جایزهٔ موسیقی ای‌آرآی‌ای در شاخهٔ «بهترین موسیقی پاپ» بابت دومین آلبوم